# خانواده قرمزیان
خانواده قرمزیان (به انگلیسی: Ghermezian family) از خانواده‌های یهودیان ایرانی مقیم کانادا هستند، آنها سازنده و مالک چندین مرکز خرید می‌باشند، که از بزرگ‌ترین مراکز خرید جهان به‌شمار می‌آیند. از جمله آنها می‌توان به: وست ادمونتون مال و مال آمریکا اشاره نمود. که از طریق شرکت تریپل فایو گروپ، بر این مراکز خرید و چندین هتل مستقر در لاس وگاس، مدیریت می‌کنند.

## پیشینه
یعقوب قرمزیان (زاده ۱۹۰۲ - درگذشته ۲۰۰۰) در دهه ۱۹۴۰ به همراه خانواده خود، از ایران به نیویورک مهاجرت نمود، سپس در سال ۱۹۶۴ با همراهی ۴ پسرش، به کشور کانادا نقل مکان کرد. شغل خانوادگی آنها که واردات و فروش فرش‌های ایرانی بود، رونق خوبی داشت و تا سال ۱۹۶۴، که در کانادا مستقر شده بودند، خانواده قرمزیان ۱۶ فروشگاه در ایالات متحده آمریکا و کانادا را، در مالکیت خود داشتند.
در طول دهه‌های ۱۹۶۰ و ۱۹۷۰ آنها کم‌کم به معاملات املاک و مستغلات روی آوردند. در ۱۹۶۵، یعقوب قرمزیان به صورت رسمی بنگاه معاملاتی خود بنام قرمز دیولاپمنت را تأسیس نمود، که این نام بعدها به تریپل فایو گروپ، تغییر یافت.
در دهه ۱۹۷۰ میلادی، با توسعه صنعت نفت در منطقه ادمونتون، کسب و کار خانواده قرمزیان رونق فوق‌العاده‌ای داشت، به‌نحوی که تمامی اعضای این خانواده، به ادمونتون، آلبرتا مهاجرت کردند.
اگرچه یعقوب قرمزیان در سال ۲۰۰۰ در سن ۹۷ سالگی درگذشت، اما پسرانش؛ اسکندر، نادر، رافائل و بهمن، همچنان کسب و کار پدر را ادامه دادند و بزرگ‌ترین امپراتوری معاملات املاک و مستغلات را، در سراسر کانادا راه‌اندازی کردند. گروه تریپل فایو اکنون حدود ۴۰۰ شعبه در کشورهای کانادا، ایالات متحده آمریکا، بریتانیا، ژاپن، تایوان و منطقه خاورمیانه دارد.
برادران قرمزیان مرکز خرید وست ادمونتون مال را، در سال ۱۹۸۱ در ادمونتون، کانادا احداث نمودند و هم‌اکنون مالک اصلی آن، بشمار می‌آیند و مدیریت بر این مرکز را، در کنار سایر فعالیت‌های خود، بر عهده دارند. وست ادمونتون مال، تا سال ۲۰۰۴ بزرگ‌ترین مرکز خرید جهان بود و اکنون بزرگ‌ترین مرکز خرید آمریکای شمالی و دهمین مرکز خرید بزرگ جهان به‌شمار می‌آید.
این مرکز خرید که مساحت آن حدود ۵۰۰ هزار مترمربع (۵۰ هکتار) است، در بر گیرنده ۸۰۰ فروشگاه، ۲۵ رستوران، یک کازینو، یک پارک سرگرمی، یک استخر مواج سرپوشیده، یک حوضچه دلفین و ۲۶ پرده نمایش فیلم، در دو مجموعه سینمایی می‌باشد.
برای نخستین بار، همیلتون اسپکتِیتور، در سال ۱۹۹۲ دارایی‌های خانواده قرمزیان را ۲ میلیارد دلار برآورد کرد. در سال ۲۰۱۰ نشریه جروزالم پست، ثروت این خانواده را در حدود ۴ میلیارد دلار اعلام نمود.
خانواده قرمزیان در حال حاضر ثروتمندترین خانواده ایرانی به‌شمار می‌آید. همچنین در آخرین رتبه‌بندی انجام‌شده توسط مجله فوربز، خانواده قرمزیان در رتبه دوم از فهرست ثروتمندترین افراد ایرانی قرار گرفته‌است.